# Teatro del Castillo de Český Krumlov

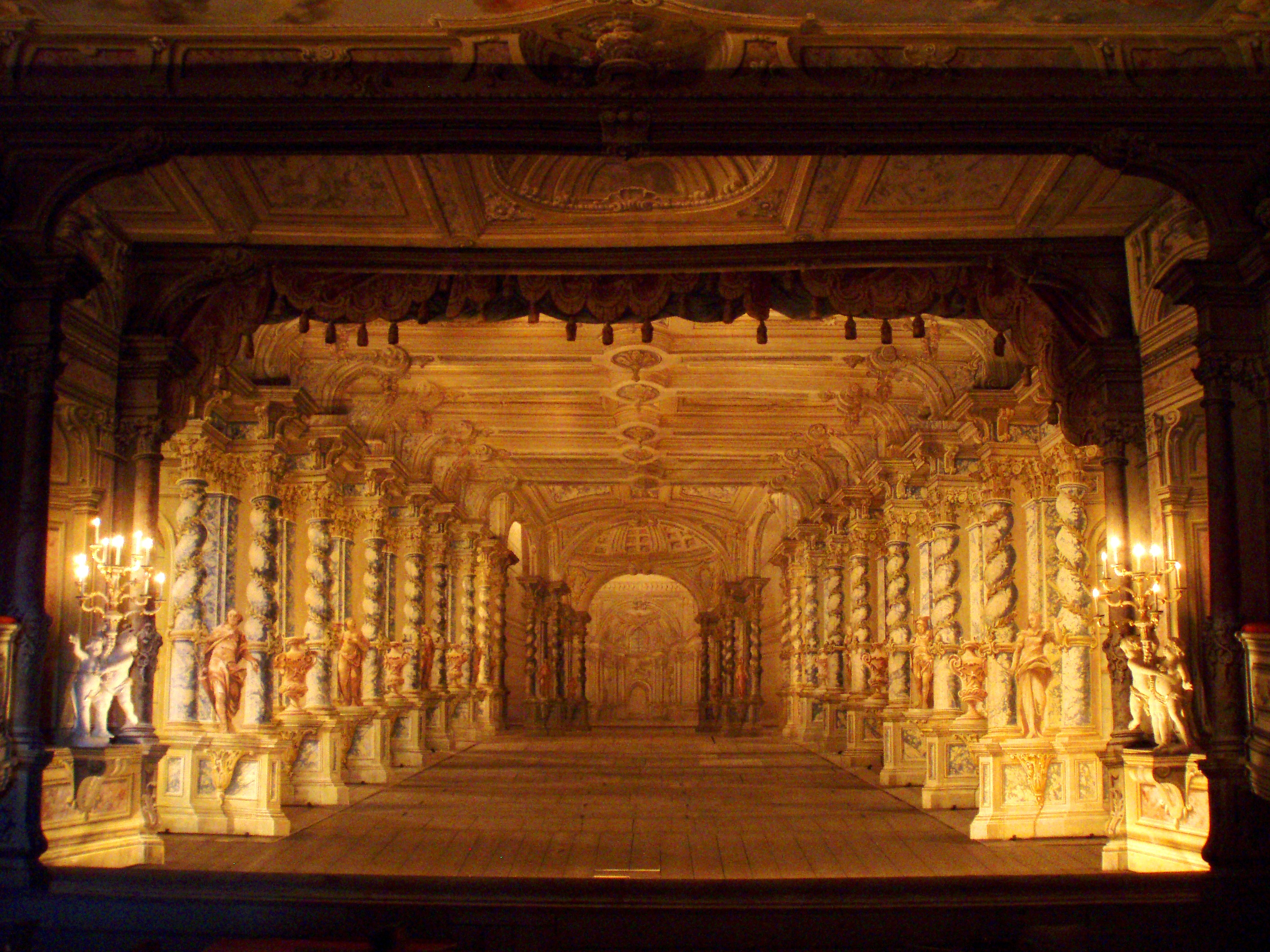

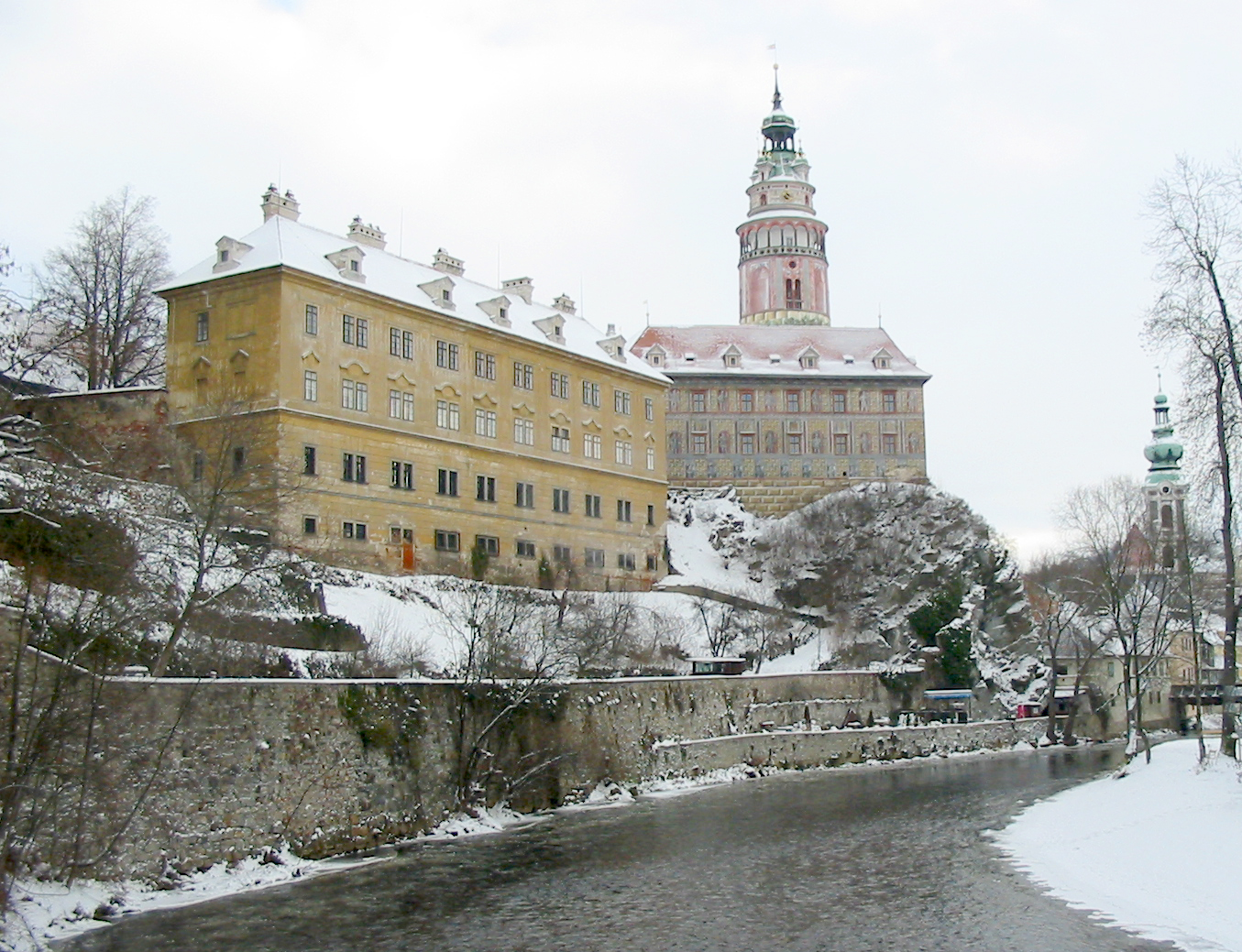

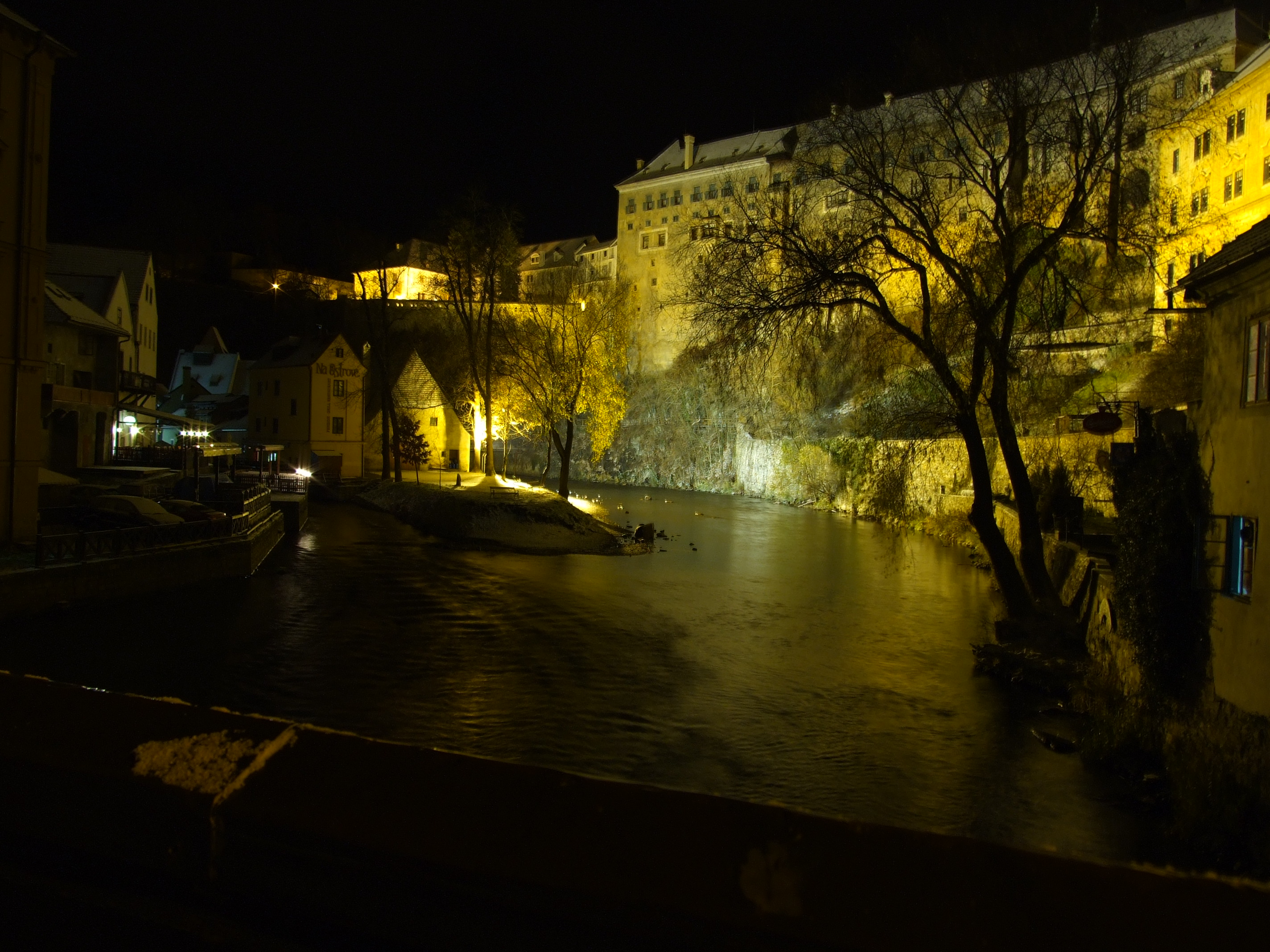

Teatro del Castillo de Český Krumlov es un pequeño teatro y una de las joyas de los teatros barrocos perfectamente conservados situado dentro del castillo del pueblo de Český Krumlov (en Bohemia, República Checa), declarado Patrimonio de la Humanidad.
Iniciado en 1680 pero renovado entre 1765-66 por Josef Adam zu Schwarzenberg que incorporó la compleja maquinaria escénica que funciona hasta hoy y sólo es comparable a la del teatro de la corte de Drottningholm. 
Los decorados y vestuarios conservados fueron obra de Giuseppe Galli da Bibiena, creador del teatro barroco de la ciudad alemana de Bayreuth (ver Ópera del Margrave).